# كانون (عازف باس)
كانون (باليابانية: カノン) هو عازف باس ياباني، ولد في 5 يوليو 1984.